# DWK Life Sciences
Die DWK Life Sciences Gruppe mit der Holding DURAN Life Science Holding GmbH ist ein international tätiger Hersteller von Labor- und Haushaltsglas. Sie hat ihren Hauptsitz in der baden-württembergischen Stadt Wertheim. Am  1. Juni 2017 wurde die bisherige DURAN Group umfirmiert und präsentiert sich nach Zusammenschluss mit den beiden Unternehmen WHEATON und KIMBLE unter dem neuen Namen „DWK Life Sciences“.

## Geschichte
Die Schott AG mit Hauptsitz in Mainz hatte sich im März 2005 im Rahmen eines Equity Carve-outs von den Aktivitäten im Bereich Laborglas getrennt. Dazu gehörten insbesondere Reaktions-, Koch- und Reagenzgläser aus dem Borosilikatglas Duran sowie die Marke Schott Duran. Seit 2015 ist die Investmentgesellschaft One Equity Partners, New York City, neuer Eigentümer der DURAN Group.

## Aktuelles
Etwa 1800 Mitarbeiter, unter anderem an sechs europäischen Standorten, arbeiten nach Firmenangaben 2023 für DWK Life Sciences in der Wertschöpfungskette von der Glasschmelzwanne bis hin zu Formgebungs- und Bearbeitungsverfahren für Hohlglas einschließlich Mundblasen, maschinelles Blasen, Pressen und Färben.
Die europäischen Standorte befinden sich in Wertheim am Main, Mainz, Holzminden, Meiningen, Stoke-on-Trent und Pula, weitere in Indien, China, den USA und Mexiko.